# 杨岩 (十国)
杨巖（？—？），虢州弘农县（今河南省灵宝市）人，中国五代十国吴越国大臣，吴越文穆王钱元瓘时丞相。杨虞卿曾孙。
杨巖之父杨承休，官至唐朝刑部员外郎，天祐年间，作为给事中郑祁的副使，册封钱镠为吴王，因为杨行密父子和钱镠敌对，淮南道阻，杨承休不能回京，遂带着杨巖一起南下至杭州钱塘县。杨巖历事武肃王钱镠父子，官至丞相。